# Серафимовка (Туймазинський район)
Серафи́мовка (рос. Серафимовка, башк. Серафимовка) — село у складі Туймазинського району Башкортостану, Росія. Входить до складу Серафимовської сільської ради.
Населення — 209 осіб (2010; 159 у 2002).
Національний склад:
- росіяни — 67 %
- башкири — 28 %